# Upplands runinskrifter 998
Upplands runinskrifter 998 står idag i Marielunds gods park på gräsmattan bakom huvudbyggnaden. Bara den övre halvan av stenen finns kvar som är monterad på en cementsockel.

## Inskriften
Även om bara halva stenen är tillgänglig idag så är hela inskriften känd från avritningar från 1600-talet.

### Inskriften i runor
ᚦᚢᚱᛋᛏᛁᚾ᛫ᛅᚢᚴ᛫ᚱᚭᚾᛏᛁ᛫[ᛚᛁᛏᚢ᛫ᚱᛅᛁᛋᛅ᛫ᛋᛏᛅᛁᚾ᛫ᚦᛁᚾᚭ᛫ᛅᛒᛏᛁᛦ᛫ᛋᛅᚱᚼᛅᚢᚠᚦ]ᛅ᛫
ᛒᚱᚢᚦᚢᚱᛋᛁᚾ᛫ᚴᚢᚦᚼᛁᛅᛚᛒᛁᚼᚭᚾᛋᛅᛚᚢᚴᚢᚦᛋᛘᚢᚦᛁᛦ‍ᚭᛋᛘᚢᚾ‍ᚱᛏ᛫ᛘᛅᚱᚴᛅᚦᛁ

### Inskriften i translitterering
þurstin : auk ronti : [litu : raisa : stain þino : abtiR s-ar-(h)(a)ufþ]a : 
bruþur sin : kuþ hialbi hons| |salu| |uk| |kuþs muþiR [osmun](r)t ' markaþi

### Inskriften i normalisering
Þorstæinn ok Randi/Randvi letu ræisa stæin þenna æptiR S[v]ar[t]haufða,
broður sinn. Guð hialpi hans salu ok Guðs moðiR. Asmundr markaði.

### Inskriften i översättning
"Torsten och Rande läto resa denna sten efter Svarthövde,
sin broder. Gud och Guds moder hjälpe hans själ. Åsmund ristade."

## Historia
Inskriften signerades av runmästaren Åsmund Kåresson, en av Upplands mest produktiva runmästare. Typiskt för honom är den ihopskrivna bönen i slutet av runslingan kuþhialbihonsalukuþsmuþiR där dubbla vokaler och konsonanter mellan orden är utlämnade. 
Redan under 1600-talet var stenen kluven i två delar som fanns på olika ställen. Ritningar från den tiden visar dock hela runslingan. Den andra delen av stenen är idag förmodligen inmurat i själva herrgårdsbyggnaden.